# Pinaropappus
 Pinaropappus  Lessing, 1832 è un genere di piante angiosperme dicotiledoni della famiglia delle Asteraceae.

## Etimologia
L'etimologia del genere deriva da due parole greche: "pinaro" (= sporco, squallido) e "pappos" (= pappo), e fa riferimento al colore dei pappi.
Il nome scientifico del genere è stato definito dal botanico Christian Friedrich Lessing (1809 - 1862) nella pubblicazione " Synopsis Generum Compositarum Earumque Dispositionis Novae Tentamen Monographiis Multarum Capensium Interjectis. Berolini [Berlin]" (  Syn. Gen. Compos. 143) del 1832.

## Descrizione

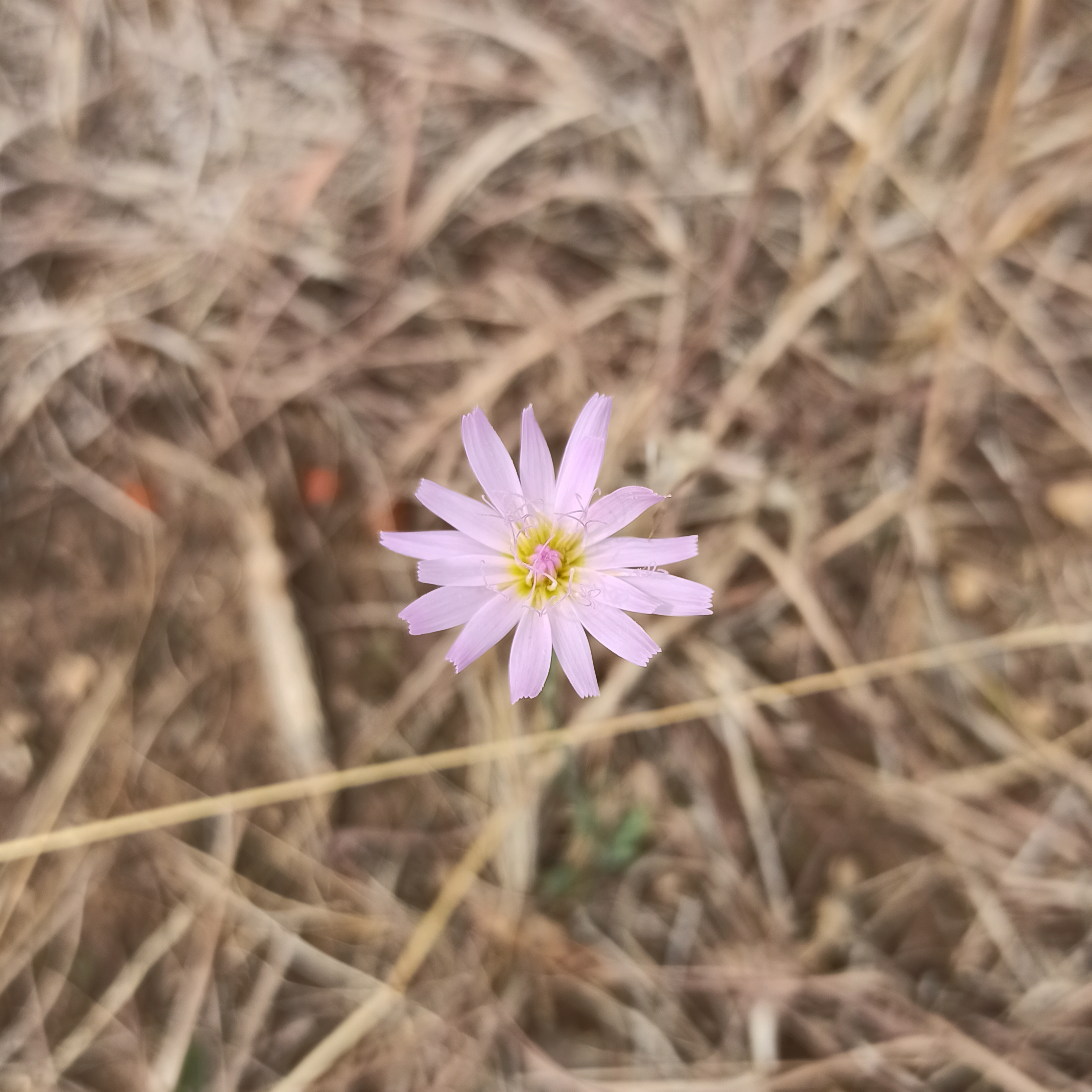
Il portamento
Pinaropappus roseus

Habitus. Le specie di questo genere, con cicli biologici perenni, sono piante non molto alte con portamenti scaposi. Tutte le specie del gruppo sono provviste di latice.
Fusto. I fusti (da 1 a 20 per pianta), in genere eretti e ascendenti, sono di solito solitari e mediamente ramificati e sono glabri. Le radici in genere sono di tipo fittonante (i fittoni sono profondi e legnosi) o rizomatoso. Altezza media: 3 – 40 cm.
Foglie. Sono presenti sia foglie formanti delle rosette basali che cauline con disposizione alterna. Le lamine sono picciolate con forme da lineari a lanceolate con margini interi, dentati o pennato-lobati; le facce sono glabre.  Le foglie inferiori sono raccolte in fitte rosette. Quelle cauline sono progressivamente ridotte quasi a brattee.
Infiorescenza. L'infiorescenza è composta da uno solo capolino terminale e peduncolato per scapo. I capolini, solamente di tipo ligulifloro, sono formati da un involucro composto da diverse brattee (o squame) all'interno delle quali un ricettacolo fa da base ai fiori ligulati. L'involucro ha una forma da cilindrica a campanulata ed è formato da 3 - 5 serie di brattee. Le brattee (da 18 a 22) hanno delle forme da ovate a lanceolate, sono diseguali con margini scariosi e apici acuti. Il ricettacolo, alla base dei fiori, è provvisto di pagliette (scabre e acuminate) ed è leggermente convesso e glabro. Diametro degli involucri: 3 – 20 mm.
Fiori. I fiori (da 20 a 40 per capolino), tutti ligulati, sono tetra-ciclici (ossia sono presenti 4 verticilli: calice – corolla – androceo – gineceo) e pentameri (ogni verticillo ha in genere 5 elementi). I fiori sono ermafroditi, fertili e zigomorfi.
- Formula fiorale:

*/x K {\displaystyle \infty }, [C (5), A (5)], G 2 (infero), achenio
- Calice: i sepali del calice sono ridotti ad una coroncina di squame.
- Corolla: le corolle sono formate da un tubo e da una ligula terminante con 5 denti; il colore è bianco, rosa, viola o lavanda.
- Androceo: gli stami sono 5 con filamenti liberi e distinti, mentre le antere sono saldate in un manicotto (o tubo) circondante lo stilo.[12] Le antere sono codate e allungate con una appendice apicale; i filamenti sono lisci. Il polline è tricolporato e di colore arancio.[13]
- Gineceo: lo stilo è filiforme. Gli stigmi dello stilo sono due divergenti, corti, smussati e ricurvi con la superficie stigmatica posizionata internamente (vicino alla base).[14] L'ovario è infero uniloculare formato da 2 carpelli.

Frutti. I frutti sono degli acheni con pappo. Gli acheni, colorati di bruno-giallastro, sono fusiformi con apice terminante in un breve e sottile becco (non sono compressi); in alcuni casi gli acheni sono provvisti di 5 - 6 coste longitudinali. Il pappo, persistente, si compone di 15 - 60 setole capillari brune su una serie (le setole sono disuguali e barbate).

## Biologia
- Impollinazione: l'impollinazione avviene tramite insetti (impollinazione entomogama tramite farfalle diurne e notturne).
- Riproduzione: la fecondazione avviene fondamentalmente tramite l'impollinazione dei fiori (vedi sopra).
- Dispersione: i semi (gli acheni) cadendo a terra sono successivamente dispersi soprattutto da insetti tipo formiche (disseminazione mirmecoria). In questo tipo di piante avviene anche un altro tipo di dispersione: zoocoria. Infatti gli uncini delle brattee dell'involucro (se presenti) si agganciano ai peli degli animali di passaggio disperdendo così anche su lunghe distanze i semi della pianta.

## Distribuzione e habitat
La distribuzione è unicamente Americana (dagli USA meridionali fino al Guatemala). Gli habitat preferiti sono asciutti e rocciosi (su substrato calcareo); alcune specie abitano le scogliere marine.

## Tassonomia
La famiglia di appartenenza di questa voce (Asteraceae o Compositae, nomen conservandum) probabilmente originaria del Sud America, è la più numerosa del mondo vegetale, comprende oltre 23.000 specie distribuite su 1.535 generi, oppure 22.750 specie e 1.530 generi secondo altre fonti (una delle checklist più aggiornata elenca fino a 1.679 generi). La famiglia attualmente (2021) è divisa in 16 sottofamiglie.

### Filogenesi
Il genere di questa voce appartiene alla sottotribù Microseridinae della tribù Cichorieae (unica tribù della sottofamiglia Cichorioideae). In base ai dati filogenetici la sottofamiglia Cichorioideae è il terz'ultimo gruppo che si è separato dal nucleo delle Asteraceae (gli ultimi due sono Corymbioideae e Asteroideae). La sottotribù Microseridinae fa parte del "quinto" clade della tribù; in questo clade insieme alla sottotribù Cichoriinae forma un "gruppo fratello".
I seguenti caratteri sono distintivi per la sottotribù:
- il polline è colorato di arancio;
- la distribuzione è relativa al Nuovo Mondo.

Il genere di questa voce, nell'ambito filogenetico della sottotribù, occupa una posizione vicina ai generi Krigia e Marshalljohnstonia (insieme formano un clade filogenetico).  Alcuni Autori, considerando l'estensione della sottotribù, l'hanno suddivisa in 8 entità (o alleanze) informali. Il genere di questa voce è stato associato al gruppo Alleanza Pinaropappus, formata dai generi Marshalljohnstonia e Pinaropappus (Krigia è il "gruppo fratello" dell'alleanza). Il genere di questa voce in precedenti classificazioni era descritto all'interno della sottotribù (non più valida) Malacothricinae.
I caratteri distintivi per le specie di questo genere sono:
- il ciclo biologico delle piante è perenne;
- i capolini hanno numerosi fiori;
- il ricettacolo possiede delle pagliette o scaglie;
- il pappo è brunastro.

Il numero cromosomico della specie è: 2n = 16 e 18 (specie diploidi e tetraploidi).

### Elenco delle specie
Questo genere ha 10 specie:
- Pinaropappus diguetii McVaugh
- Pinaropappus junceus  A.Gray
- Pinaropappus mojadanus  B.L.Turner
- Pinaropappus multicaulis  Brandegee
- Pinaropappus parvus  S.F.Blake
- Pinaropappus pattersonii  B.L.Turner
- Pinaropappus pooleanus  B.L.Turner
- Pinaropappus powellii  B.L.Turner
- Pinaropappus roseus  (Less.) Less.
- Pinaropappus spathulatus  Brandegee